# ОШ „Нада Матић” Ужице
ОШ „Нада Матић” Ужице је централна градска школа у чијем саставу ради и осморазредно Издвојено одељење у Гостиници.

## Историјат
Школа је основана реорганизацијом школа у граду у јулу 1955. године и ради од 1. септембра исте године, од када носи име Наде Матић, народног хероја. Школа је најпре почела да ради у гимназијској згради, а од 1963. године изграђена је нова зграда школе. Једно време у саставу ове школе била је четвороразредна основна школа у Севојну, која се потом издвојила и наставила као самостална школа. 
Од почетка 1973. године у саставу ове школе је издвојено одељење у Гостиници. Средином 1975. године, заједно с одељењем у Гостиници, имала је 42 одељења са 1 315 ученика и 55 наставника. Данас школа, укључујући и издвојено одељење у Гостиници, има 813 ученика распоређених у 34 одељења и 84 наставника.  

## Награде и признања
Школа је 2012. године од стране Министарства просвете и науке и Завода за вредновање квалитета рада установа проглашена за једну од најбољих школа у Србији, исте године школа је и добитник Плакете Града Ужица за укупан допринос развоја образовања и васпитања.

## Познати ученици
- Зоран Ћирјаковић (од 1. до 4. разреда)